# Literatura da Noruega

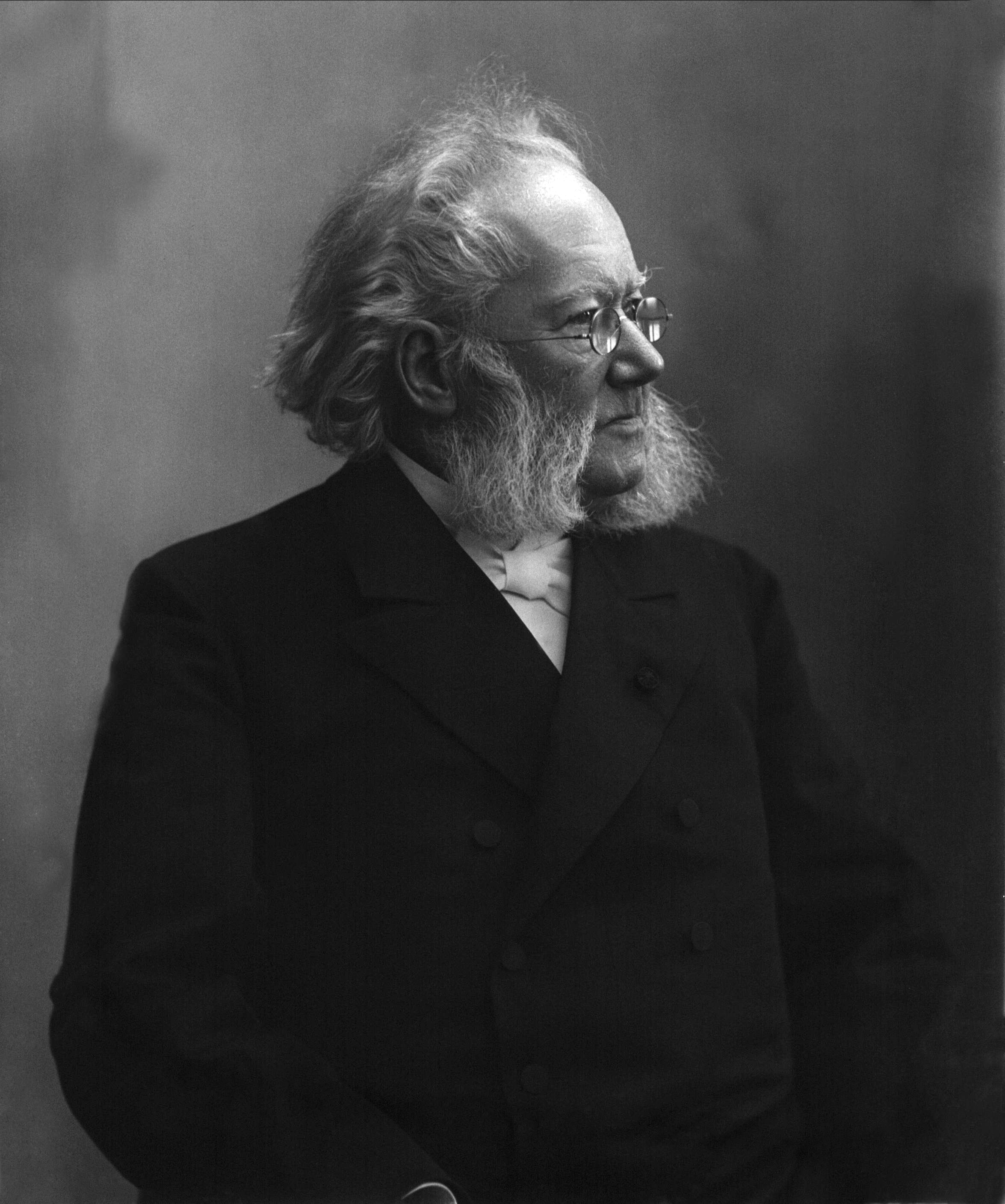
Henrik Ibsen, o grande dramaturgo norueguês.

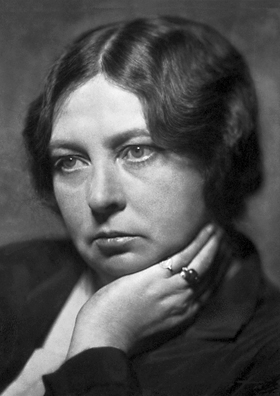
Sigrid Undset, galardoada com o Prémio Nobel da Literatura, em 1928.

Literatura norueguesa é a literatura escrita na Noruega ou por noruegueses.

A história da literatura norueguesa começa na Idade Média, com a Edda poética e os poemas escáldicos pagãos dos séculos IX e X, de poetas como Bragi Boddason e Eyvindr Skáldaspillir. 

A chegada do Cristianismo por volta do ano 1000, fez com que a Noruega entrasse em contato com os costumes literários europeus. Unindo a tradição oral nativa com a influência islandesa, teve lugar um período ativo de produção literária no fim do século XII e começo do século XIII. 
No século XIX surge um dos maiores expoentes do teatro realista moderno - Henrik Ibsen, autor de peças célebres como O Pato Selvagem, Peer Gynt e Casa de Bonecas.
No século XX, notáveis escritores noruegueses incluem os dois ganhadores do Prêmio Nobel, Knut Hamsun e Sigrid Undset.